# Новокумский
Новоку́мский — посёлок в составе Левокумского района (муниципального округа) Ставропольского края России.

## Варианты названия
- Левокумский винсовхоз
- Посёлок Левокумского винсовхоза[4]

## География
Расстояние до краевого центра: 217 км.
Расстояние до районного центра: 5 км.
Площадь поселения составляет 38,97 км².

## История
Дата основания посёлка: начало XX века. В 1962 году посёлок становится одним из мест поселения переселившихся из Турции казаков-некрасовцев.
В 1972 году Указом Президиума ВС РСФСР посёлок Левокумского винсовхоза переименован в Новокумский.
До 16 марта 2020 года посёлок образовывал упразднённое сельское поселение посёлок Новокумский.

## Население
| 1989  | 2002  | 2010  | 2012  | 2012  | 2013  | 2013  |
| ----- | ----- | ----- | ----- | ----- | ----- | ----- |
| 2465  | ↘2322 | ↘2000 | ↘1948 | ↘1502 | ↗1927 | ↘1475 |
| 2014  | 2014  | 2015  | 2015  | 2016  | 2016  | 2017  |
| ↗1907 | ↘1454 | ↘1448 | ↗1897 | ↘1882 | ↘1430 | ↘1411 |
| 2017  | 2018  | 2018  | 2019  | 2019  | 2020  | 2020  |
| ↗1862 | →1862 | ↘1404 | ↘1384 | ↗1850 | ↘1378 | ↗1843 |
| 2021  | 2023  |       |       |       |       |       |
| ↘1326 | ↗1338 |       |       |       |       |       |

Национальный состав
По итогам переписи населения 2010 года проживали следующие национальности (национальности менее 1 %, см. в сноске к строке "Другие"):
| Национальность | Численность | Процент |
| -------------- | ----------- | ------- |
| Русские        | 1948        | 97,40   |
| Другие         | 52          | 2,60    |
| Итого          | 2000        | 100,00  |

## Инфраструктура
- Дом культуры. Открыт 1 мая 1967 года[24].
- Центр культуры и досуга «Янтарь»
- Сельская библиотека. Открыта 1 мая 1967 года[24].
- Музей истории некрасовских казаков (филиал краевого музея изобразительных искусств)[25]. Этнодеревня казаков-некрасовцев и духовных молокан (открыта 11 октября 2013 года)[26].
- Винзавод «Левокумское». Основан 1 марта 1918 года как коммуна «Трудовая артель», позднее — винсовхоз «Левокумский»[27]
- База отдыха «Казачий курень»

## Образование
- Детский сад общеразвивающего вида с приоритетным осуществлением художественно-эстетического направления развития детей № 4
- Средняя общеобразовательная школа № 3. Открыта 10 сентября 1963 года[28]
- Детская школа искусств[28]

## Религия
- Успенский старообрядческий храм[29]

## Кладбище
Общественное открытое кладбище площадью 60 677 м²

## Люди, связанные с посёлком
- Александр (Синяков) (р. 1981, посёлок Новокумский) — иеромонах Русской православной церкви, ректор Русской духовной семинарии в Париже
- Никулушкина, Анастасия Захаровна (1935 — январь 2003) — самобытная российская певица, исполнительница народных песен на нескольких языках, некрасовская казачка.